# Condado de Mille Lacs
O Condado de Mille Lacs é um dos 87 condados do estado americano do Minnesota. A sede do condado é Milaca, e sua maior cidade é Princeton.
O condado possui uma área de 1 766 km² (dos quais 278 km² estão cobertos por água), uma população de 22 330 habitantes, e uma densidade populacional de 15 hab/km² (segundo o censo nacional de 2000). O condado foi fundado em 1857.